# 为艺术而艺术
为艺术而艺术（法語：l'art pour l'art），是19世纪早期法国唯美主义的运动口号，或稱藝術至上主義。它认为艺术的内在价值，并且是唯一的真正的价值，不在于迂腐的、教导道义的或功利的作用。一些“为艺术而艺术”的作品往往被认为是“自身具有价值的”。“自身具有价值”这一词起源于希腊语，意思是“自身是完整的”。在19世纪的法国运动中，这一个词被发展成为用来形容“内部导向”或“自我激励”的人的形容词。 
这个术语有时还在商业上使用，例如米高梅电影公司標誌上的“为艺术而艺术”的拉丁文版本（ars gratia artis）。

## 历史
“为艺术而艺术”作为一个运动口号由法国著名诗人及作家，泰奥菲尔·戈蒂耶（1811－1872）最先提出。但是，他并不是第一个创造出这个短语的人。维克特·库桑、本杰明·康斯坦和爱伦·坡都曾在他们的作品中用到过这个短语。比如，爱伦·坡在其论文《诗歌原理》（1850）中就曾写道：
我们写诗仅仅是为了写诗，我们把这一点牢记在我们的脑海里。将这一点作为我们创作的原则，就等于承认我们强烈地希望从这一行为中获得真正的诗的尊严和力量。基于这样的创作原则，如果我们审视自己的内心，就会很快发现在世界上没有比我们创作出的诗更有尊严，更高尚的作品了。这首诗仅仅只是一首诗，一首为写诗而写出的诗。
“为艺术而艺术”是19世纪波西米亚的一句运动口号，它被用来反对约翰·拉斯金和后来那些倡导社会主义、现实主义的共产主义者所拥护的思想，即认为艺术的价值在于其道德和教化的功能。“为艺术而艺术”强调艺术因其本身而具有价值，艺术的追求自证其名，不需要道德上的解释，并可以包含一些被视为道德中性或道德沦丧的元素存在。
事实上，詹姆斯·惠斯勒在16世纪的反宗教改革运动中为了昭示官方宗教的地位，摒弃了艺术原本的公认作用，写下以下这段话：“艺术应该远离一切谄媚的话语，它应当是独立的……仅仅提供视觉或听觉上的愉悦享受，而不应该与类似奉献、同情、爱、爱国情怀等情感混为一谈。” 

这一直接的论调同样表达了艺术家应该使自己的作品远离情感的观点。在这一观点中仅存的浪漫主义的痕迹就是艺术家应该依靠自己的眼睛和感官来主宰自己的作品。
这一直接的口号也与英国艺术史和美学运动中沃尔特·佩特及其追随者的观点有关。唯美主義運動的主旨是反对维多利亚时代道德观。这一口号第一次出现在1868年发表的两部作品中，即沃尔特在《威斯敏斯特评论》中对威廉·莫里斯诗歌的评论以及阿尔杰农·查尔斯·斯温伯恩的作品《威廉·布莱克》。沃尔特在其另一本深刻影响美学运动的著作——《文艺复兴史研究》（1873）中对这一口号进行了进一步的修改。 
在德国，诗人斯特凡·乔治首先翻译了此短语（Kunst für die Kunst），并运用到了自己的文学创作项目中，收录于其所创文学杂志《Blätter für die Kunst》（1892）第一卷。他的观点深受夏尔·波德莱尔和斯特凡·马拉梅等法国象征主义学家的影响。

## 批评
法国小说家及传记作家乔治·桑在1872年提出“为艺术而艺术”是一个空洞的短语，是一句无意义的句子。她认为，艺术家“有责任为艺术找到一个合理的解释并将其传达给尽可能多的人听”，并认为他们的作品是易于发现其艺术价值的。
弗里德里希·尼采认为没有艺术是仅仅为了艺术本身的。他质疑道：“所有的艺术作品有什么作用？它们难道不赞颂、不表彰、不选择、不强调什么吗？它们难道不通过这样的方式来强调或减弱他们对某样事物的评价吗？……艺术是生活最好的刺激物，怎么能把它理解成无意义，无目标，仅仅是‘为艺术而艺术’的呢？” 
现代后殖民时期的非洲作家如桑戈尔和阿切贝也批评这是一个对于艺术和作品有着局限性和歐洲中心主義的口号。在“非洲黑人美学运动”中，桑戈尔提出“艺术是有功用的”并且“在非洲‘为艺术而艺术不存在’”。阿切贝在其文集《创世日前的黎明》中更尖锐地提出，“‘为艺术而艺术’这个口号其实就是一堆发臭腐坏的狗屎”。
瓦尔特·本雅明在其影响深远的论文《机械复制时代的艺术作品》（1936年）中谈及这一口号。在谈到传统艺术发展面临摄影等技术创新时，他甚至将“为艺术而艺术”这一个短语归类为“神学艺术”的一部分，而排除了社会层面的内涵。在这篇论文的后记里，本雅明还探讨了法西斯主义与艺术的关系。他所举的例子主要是未来主义及其带头人菲利波·托马索·马里内蒂的思想，如未来主义艺术家的一大口号就是（让艺术实现，即使世界得灭亡）。本雅明还挑衅性地总结道，法西斯希望从战争中“得到的是艺术上的满足，即经由技术改变了的感官感受的满足”，这显然正完美地实现了“为艺术而艺术”。